# Le Conseiller du peuple

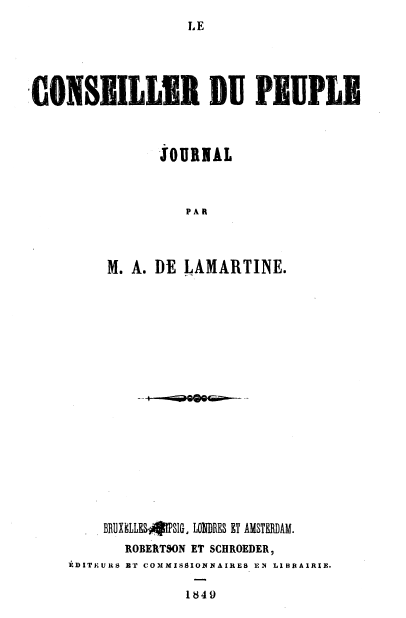
Edition parue en 1849.

Le Conseiller du peuple est une revue littéraire et politique mensuelle, créée par Alphonse de Lamartine et publiée d'avril 1849 à octobre 1851.
La revue avait été confiée à Lamartine par Moïse Polydore Millaud, qui souhaitait s'appuyer sur la popularité du poète, lequel venait de signer le décret d'abolition de l'esclavage du 27 avril 1848. À cette époque, Lamartine écrivait des « romans pour le peuple » : Geneviève, histoire d’une servante, publié d’abord en feuilleton dans Le Conseiller du peuple, puis le Tailleur de Pierre de Saint-Point (1851). Les héros y sont souvent les porte-parole de l'écrivain, surtout le Tailleur de Pierre, sorte de Jocelyn laïc en communion perpétuelle avec Dieu dans sa généreuse abnégation.
La revue avait également pour collaborateurs Eugène Pelletan et Paul de Saint-Victor. 

## Documentation
- Le Conseiller du peuple, 2e année, Paris, 1850 Texte en ligne
- Le Conseiller du peuple [contrefaçon belge], Bruxelles : Kiessling et Cie, 1850 Texte en ligne
- Le Conseiller du peuple [réédition française], 3e série, Paris : Michél Lévy frères, 1865 Texte en ligne
- Théophile Blin, M. de Lamartine, les instituteurs, et le numéro 7 du Conseiller du peuple, Nantes: Imprimerie du commerce, 1849 Texte en ligne
- Hippolyte Mansion, M. de Lamartine jugé par la presse quotidienne, à propos de son libelle n° VII, dit le Conseiller du peuple, Paris : Au bureau du journal l'Émancipation, 1849 Texte en ligne